# Сургуладзе, Симон Елизарович
Симон Елизарович Сургуладзе (груз. სიმონ ელიზბარის ძე სურგულაძე, 1885, Квачалати, Озургетский уезд — 23 января 1920) — грузинский политик, член Социал-демократической партии Грузии, член Учредительного собрания Грузии.

## Биография
Родился в крестьянской семье, получил среднее образование. Работал в Батуме, вступил в социал-демократическое движение. Был членом РСДРП. Участвовал в демонстрациях и забастовках, проводимых в Батуме. Активный участник революционного движения в Гурии в 1905 году. После поражения революции, во время реакции 1906—1908 годов продолжил революционную деятельность в Аджарии-Гурии подпольно, был командиром красных отрядов Лихаури, членом секретной военной организации Гурии.
Член Национального совета Грузии, подписал Акт о независимости Грузии. 12 марта 1919 года избран членом Учредительного собрания Грузии.
Умер в 1920 году от испанки. Примерно в то же время умерла его жена Аннет. Осталось трое детей, Тамар, Мамия и Люба.
Похоронен на Лихаурском кладбище.